# سویتواتر (نبراسکا)
سویتواتر (به انگلیسی: Sweetwater) یک منطقهٔ مسکونی در ایالات متحده آمریکا است که در شهرستان بوفالو، نبراسکا واقع شده‌است. سویتواتر ۶۲۸ متر بالاتر از سطح دریا قرار دارد.